# هيو لاينغ
هيو لاينغ (بالإنجليزية: Hugh Laing)‏ هو راقص باليه ‏ باربادوسي، ولد في 6 يونيو 1911 في باربادوس، وتوفي في 10 مايو 1988 في هارلم في الولايات المتحدة.

## وصلات خارجية
- هيو لاينغ على موقع IMDb (الإنجليزية)
- هيو لاينغ على موقع قاعدة بيانات الفيلم (الإنجليزية)